# 메리 1세 (잉글랜드)
메리 1세 (Mary I, 1516년 2월 18일 ~ 1558년 11월 17일)는 잉글랜드 튜더 왕조의 여왕이다. 당시 잉글랜드의 군주는 아일랜드의 군주를 겸했기 때문에 메리 1세 역시 잉글랜드 왕국 및 아일랜드 왕국의 여왕으로 재위하였다.
메리 1세는 헨리 8세와 아라곤 왕녀 카탈리나 사이에서 태어났다. 둘 사이에는 메리에 앞서 1511년 태어난 콘월 공작 헨리가 있었으나 태어난 지 한 달을 넘기지 못하고 사망하였기 때문에 메리 1세가 사실상 맏이였다. 헨리 8세는 후계로 아들을 간절히 원했고 카탈리나가 폐경을 맞아 더 이상 임신을 할 수 없게 되자 파혼하였다. 헨리 8세가 카탈리나와 결혼을 무효라 선언하였지만 교황 클레멘스 7세가 이를 인정하지 않자 헨리 8세는 수장령을 통해 잉글랜드 교회를 로마 가톨릭교회에서 분리하여 잉글랜드 종교 개혁을 촉발하였다. 이 사건으로 메리 1세는 왕위계승권이 박탈되었다가 훗날 복권되었다.
헨리 8세의 수장령에도 불구하고 어머니의 영향 아래 교육을 받은 메리 1세는 독실한 가톨릭 신도로 성장하였고 1553년 즉위 이후 잉글랜드 교회를 가톨릭으로 복귀시키고자 하였다. 이 과정에서 많은 개신교도가 처형되어 반대자로 부터 블러디 메리(Bloody Mary, 피의 메리)라는 별명으로 불렸다.
메리 1세의 가톨릭 복귀 시도는 후계자를 낳아 가톨릭 교도로 기르겠다는 욕망으로 이어졌고 이를 위해 합스부르크가의 펠리페 2세와 정략 결혼하였지만, 결국 후계자 출산은 이루어지지 못하였다. 메리 1세는 자신의 이복 자매이자 후사가 없을 경우 왕위를 물려줄 수 밖에 없는 위치인 엘리자베스 1세를 경쟁자로서 경계하였고, 병이 깊어졌을 때에도 후계자 지명을 주저하다가 임종이 다가와서야 마지못해 인정하였다.
1558년 11월 17일 메리 1세가 사망한 뒤 왕위에 오른 엘리자베스 1세는 메리 1세의 가톨릭 복귀 시도를 무효화하고 잉글랜드 국교회의 성립을 확고히 하였다.

## 출생
메리 1세는 1516년 2월 18일 그리니치의 플라센시아궁에서 헨리 8세와 아라곤 왕녀 카탈리나 사이에서 태어났다. 생후 3일 뒤 그리니치의 수도원 교회에서 세례를 받았고 당시 왕족의 세례 관습에 따라 토머스 울지를 비롯한 고위 귀족들과 데본 여백작 캐서린, 노퍽 여공작 아그네스 하워드 등의 왕족들이 대부모가 되었다.
카탈리나는 원래 헨리 8세의 형인 아서 튜더의 약혼자였으나 병약한 아서가 사망하자 스페인과의 관계를 중시한 헨리 7세가 차남인 헨리 8세와 결혼을 성사시켰다. 둘의 결혼은 1509년 헨리 7세의 사망이후 왕위 계승과 함께 진행되었고 당시 헨리 8세는 17세, 카탈리나는 24세로 나이 차이가 제법 컸다.
둘의 결혼은 정략에 의한 것이었으나 결혼 초기 부부의 금슬은 그리 나쁘지 않았다. 메리 1세가 태어나기 전까지 카탈리나는 세 번의 유산과 사산을 겪었고 1511년에 낳은 콘월 공작 헨리는 한달을 넘기지 못하고 사망하였다. 헨리 8세는 자신의 후계자로 아들을 간절히 원했고 메리 1세의 출생 이후로도 카탈리나가 번번히 유산을 거듭하다 결국 폐경을 맞게 되자 문제가 되었다.

## 성장
메리는 조숙한 아이였다. 1520년 7월 겨우 네 살 반이었을 무렵 프랑스 대사 앞에서 하프시코드의 일종인 버지널스를 연주하였다. 어머니 카탈리나가 메리 1세의 교육에 큰 영향을 주었다. 카탈리나는 스페인의 인문주의자인 후안 루이스 비베스에게 《여아 교육》을 집필하도록 의뢰하였고 이 조언에 따라 메리 1세에게 많은 교육을 시켰다. 메리는 9살 무렵 라틴어를 읽고 쓸 수 있었고 프랑스어와 스페인어, 그리스어 등의 외국어와 음악, 무용 등을 학습하였다. 헨리 8세는 베네치아의 대사였던 세바스티안 기우스티니아니에게 자신의 딸이 결코 울지 않는다며 조숙함을 자랑하였다. 메리는 부모로 부터 붉으스름한 머릿결과 창백한 푸른 눈, 그리고 아버지 헨리 8세와 닮은 붉은 뺨을 물려받았다.
헨리 8세는 장녀인 메리를 사랑스럽게 여겼으나 아들을 간절히 원했다. 메리가 아홉 살이 되었을 때 카탈리나는 폐경을 맞았고 헨리 8세의 입장에서는 이제 더 이상 합법적인 남성 왕위계승자는 없을 것이 분명해졌다. 1525년 헨리 8세는 메리를 웨일스로 보내 웨일스 변경 의회를 주재하게 하였다. 당시 메리의 나이를 생각하면 상징적 의전만을 진행토록 한 것이었다. 이로서 메리는 전통적으로 잉글랜드의 왕위계승자에게 부여되던 웨일스공에 준하는 대우를 받았고 종종 웨일스 여공작으로 불렸지만, 헨리 8세는 공식적으로 해당 작위를 수여하지는 않았다. 메리는 웨일스 변경에서 3년쯤 머물면서 정기적으로 런던을 방문하다가 1528년 중반 무렵 런던 근처의 홈 카운티스에 거주하였다.

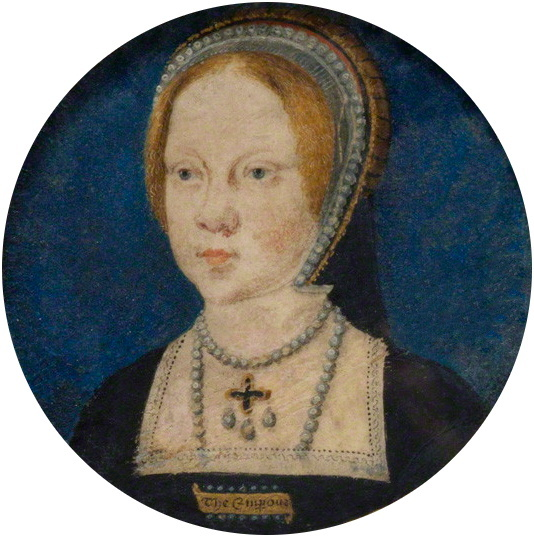
1522년 메리 1세의 초상화. 당시 6세 였던 메리 1세는 신성로마제국의 카를 5세와 약혼하였기 때문에 "황제"라고 새겨진 직사각형 브로치를 착용하고 있다.

헨리 8세는 당시 유럽 왕가들이 으레 그러하였듯이 메리가 겨우 두 살이었던 무렵부터 장래의 결혼 상대를 물색하였다. 프랑스의 프랑수아 1세의 어린 아들과 진행되던 혼담은 3년 후 취소되었고 1522년 당시 6세였던 메리는 신성로마제국의 카를 5세와 약혼하였다. 그러나 이 약혼은 몇 년 후 취소되었고 헨리 8세는 토머스 울지를 파견하여 프랑스와 다시 결혼 협상을 벌였다. 헨리 8세의 이러한 행동은 당시 유럽을 양분하며 대립관계에 있던 프랑스와 신성로마제국 둘 가운데 하나를 잉글랜드의 동맹으로 삼기 위한 것이었다. 울지는 이 번에는 프랑수아 1세의 차남 오를레앙 공작 앙리를 메리의 결혼 상대로 협상하였지만 혼인 협상과 상관없이 프랑스와 동맹에 성공하였다.
프랑스와 동맹을 맺게 되자 메리 1세의 혼담은 스코틀랜드를 향했다. 1528년 잉글랜드와 스코틀랜드는 메리와 제임스 5세의 결혼을 협상하였다. 베네치아의 마리오 사보르냐노는 당시의 메리를 피부색이 아름답고 균형잡힌 미인으로 성장하고 있다고 묘사하였다.

## 헨리 8세의 파혼과 신분 박탈
혼담이 이리 저리 오고가던 메리는 정작 부모의 결혼 위기를 맞게 되었다. 카탈리나가 폐경을 맞게 되자 아들을 간절히 소망하던 헨리 8세가 파혼을 결심한 것이다. 헨리 8세는 카탈리나가 형 아서와 이미 결혼한 사이였기 때문에 자신과의 결혼은 무효라는 논지를 폈다. 로마 가톨릭은 부부의 이혼을 인정하지 않았지만 정략에 따라 이루어진 결혼이 일반적이었던 당시 유럽에서는 결혼 무효를 인정받아 파혼하는 경우가 드물지 않았다. 그러나 전임 교황 율리오 2세와 달리 교황 클레멘스 7세는 헨리 8세의 요구를 완강히 거부하며 둘의 결혼이 합법한 것으로 이혼할 수 없다고 선언하였는데, 이는 코냐크 동맹 전쟁 당시 신성로마제국의 약탈을 당한 로마의 처지 때문일 수 있다.
헨리 8세는 교황청과 담판을 벌이는 동안 카탈리나를 궁정 밖 교외로 보내 별거하였고 메리는 어머니를 만나러 갈 수 없었다. 1531년 무렵부터 메리는 불규칙한 월경과 우울증을 보이며 괴로워 하였는데, 사춘기의 메리가 받은 정신적 스트레스 때문인지 아니면 다른 기저 질환이 있었던 것인지는 분명하지 않다. 1553년 헨리 8세는 앤 불린과 결혼을 강행하였고 헨리 8세에 의해 무효한 결혼으로 선언된 카탈리나의 딸이었던 메리는 왕위계승권자의 지위를 잃었다. 앤 불린은 엘리자베스를 출산하였고 메리의 왕위계승권 역시 엘리자베스에게 넘어갔다. 가신들 역시 뿔뿔이 흩어지게 되었고 1533년 12월 앤 불린의 거처로 옮겨진 메리는 오히려 이복 동생에게 의탁하는 신세가 되었다.
메리는 엔 불린을 결코 왕비로 인정하지 않았고 엘리자베스 역시 공주로 여기지 않았기 때문에 헨리 8세의 노여움을 샀다. 매일 팽팽한 긴장 속에서 움직임 마저 자유롭지 않았던 메리는 자주 아팠다. 신성로마제국의 대사 유스타스 샤퓌가 헨리 8세에게 메리에 대한 선처를 호소하였으나 실패하였고 부녀 사이의 관계는 악화되어 3년 동안 한 마디도 나누지 않는 지경에 이르렀다. 메리뿐만 아니라 어머니 카탈리나도 자주 아팠지만 메리의 병문안은 허용되지 않았다. 1536년 결국 카탈리나가 사망하였을 때도 메리는 애도마저 마음껏 할 수 없는 처지였다.

## 왕실 복귀와 복권
1536년 헨리 8세는 이혼을 거부하는 앤 불린에게 반역죄를 물어 처형하고, 앤 불린과의 딸 엘리자베스의 왕위계승권을 박탈하였다. 앤 불린과의 불화 역시 간절히 아들을 고집하던 헨리 8세의 바램과 달리 앤 불린이 엘리자베스 출산 이후 유산을 거듭하였기 때문이었다. 헨리 8세는 앤 불린에게 근친 상간, 간통, 마녀, 반역 등 당시로서는 파렴치범에 해당하는 갖가지 죄목을 붙였다. 헨리 8세가 새로 맞아들인 왕비 제인 시모어는 메리와의 화해를 권하였고 헨리는 메리에게 잉글랜드 교회의 수장인 자신에게 복종할 것과 카탈리나와의 결혼이 무효였음을 인정하도록 집요하게 강요하였다.
헨리 8세의 요구를 모두 인정하는 문서에 서명하고서야 메리는 왕실로 복귀할 수 있었다. 공주의 지위와 왕위계승권이 복권된 뒤 메리는 리치먼드궁, 웨스트민스터궁, 햄프턴코트궁 등에 거처를 마련하였다. 메리는 최고급 의복을 입고 카드 도박을 즐겼다.

그 때까지도 완고히 가톨릭을 고수하는 종교개혁 반대자들은 메리의 후계자 지명 공식화를 요구하였고 1536년 은총의 순례라는 이름으로 반란을 일으켰다. 헨리 8세는 반란을 무자비하게 진압하였으나 메리가 이들과 연루되었다고 볼 수는 없었다. 1537년 제인 시모어는 헨리 8세가 그토록 고대하던 아들을 낳고 산욕열로 사망하였다. 메리는 계모의 장례에서 애도를 이끌었고 태어나자 마자 어머니를 잃은 이복 동생 에드워드의 대모가 되었다.

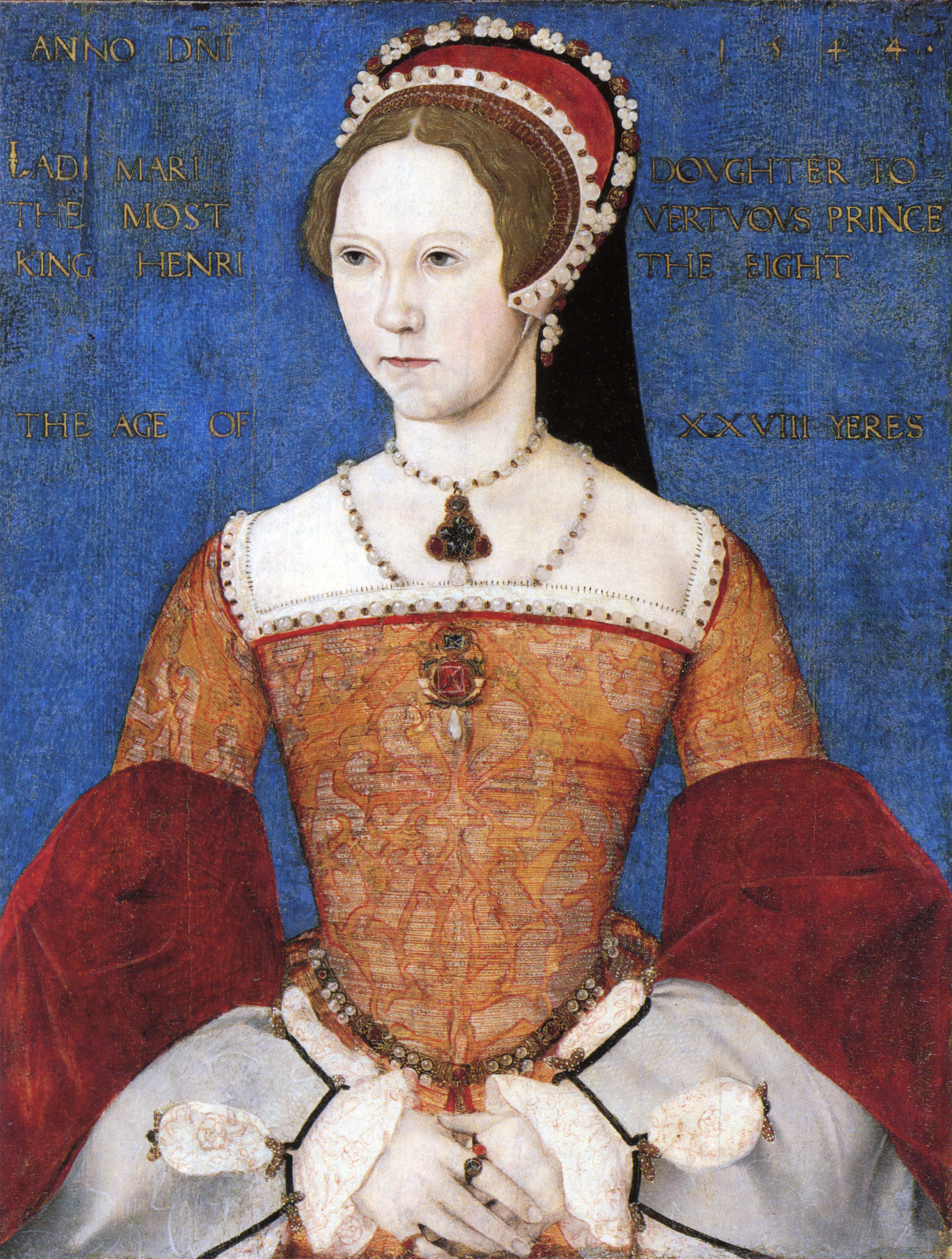
1544년의 메리 1세

다시 왕족이 된 메리는 또 다시 정략 결혼을 위한 협상 대상이 되었다. 1539년 신성로마제국의 영주들 가운데 한 명인 팔츠-노이부르크의 공작 필립이 물망에 올랐으나 협상이 결렬되었고 당시 추밀원 수장이었던 토머스 크롬웰은 클레페 공국과의 협상을 진행하였다. 크롬웰은 당시 메리와 같은 나이였던 클레페 공작 빌헬름 1세와 결혼을 제안하였다가 그 대신 아나 폰 클레페 공녀를 헨리 8세의 새로운 계비로 맞아들이는 협상을 타결하게 되었다. 아나는 1593년 12월 잉글랜드에 도착하여 헨리 8세를 처음 보았다. 헨리 8세는 아나의 외모가 마음에 들지 않았지만 이미 약속한 결혼을 파기할 명분이 되지는 못하였다. 대신 결혼 협상을 주진하였던 토머스 크롬웰에게 화가 돌아갔고 결국 그가 메리와 결혼하기 위해 이런 일을 꾸몄다는 죄목이 붙어 처형되었다. 헨리 8세는 1594년 7월 결국 결혼 무효를 선언하였다. 아나는 본국으로 돌아가지 않고 잉글랜드에 남았는데, 이후 헨리 8세의 왕비들 가운데 누구보다 오래 살아남아 에드워드와 메리의 즉위를 지켜볼 수 있었다.
1541년 헨리 8세는 자신의 결혼 무효와 재혼에 대하여 캔터베리 대주교였던 레지널드 폴과 대립하였다. 완고히 가톨릭을 고수하던 고위 성직자이자 신학자였던 레지널드 폴은 헨리 8세의 주장을 신랄하게 비판하였고, 헨리 8세는 성직자를 처형할 수는 없었기 때문에 대신 그의 어머니인 솔즈베리 여백작을 반역 혐의로 참수하였다. 경험이 많지 않은 청년이었던 사형집행인은 솔즈베리 여백작의 머리와 어깨를 말그대로 산산조각내고 말았다. 솔즈베리 여백작은 메리의 대모이자 어린 시절 개인 교사였기 때문에 이 일은 메리에게 큰 충격으로 다가왔다.
1542년 헨리 8세는 또 다시 왕비로 맞이한 캐서린 하워드 마저 처형하고 말았다. 이로서 다시 미혼이 된 헨리 8세는 왕실의 크리스마스 파티에 메리를 불러들여 여주인으로서 파티를 주도하도록 하였다.
1543년 헨리 8세는 캐서린 파와 재혼하였다. 이미 아들 에드워드가 있었기 때문에 왕위계승에 대해 안도하게 된 헨리 8세는 1544년 왕위계승법을 개정하여 적장자가 최우선 순위를 갖고 그 뒤로 차순위 아들이, 아들이 없을 경우 딸이 왕위를 잇도록 하였다. 이로서 그때까지도 법적으로는 여전히 계승권이 없던 메리와 엘리자베스의 왕위계승권이 복권되었다.

## 에드워드 6세 시기
1547년 헨리 8세가 사망하자 왕위는 당시 9세였던 에드워드 6세가 계승하였다. 메리는 노퍽과 서퍽 및 에식스의 왕실 영지와 헌스던, 보리유를 상속 받았다. 에드워드 6세가 어렸기 때문에 실질적인 국정 운영은 섭정에 의해 이루어졌다. 개신교가 장악하고 있던 의회는 이 시기에 잉글랜드 교회의 전례를 통일하고 공동기도서를 발간하며 가톨릭과는 다른 신학과 전례를 규범화하였다. 한편 여전히 가톨릭 교도였던 메리는 의회의 이러한 조치에 대해 반발하였고 사촌이자 어린 시절 약혼자이기도 하였던 신성로마제국의 카를 5세에게 외교적 압력을 요청하였다.
에드워드 시기 메리는 자신의 영지에 칩거하면서 궁정에는 거의 모습을 드러내지 않았다. 1550년 오랜 만에 들어선 궁정에서 13세의 국왕 에드워드는 34세의 누이 메리에게 자신의 종교 정책을 따르지 않는다며 공개적으로 질책하였고 메리는 모멸감에 눈물을 흘렸다. 점차 긴장이 고조되던 종교적 갈등 때문에 유럽 망명을 고려하기도 하였지만 실행되지는 않았다. 이후로도 에드워드 6세는 메리에게 지속적으로 가톨릭 포기를 요구하였으나 메리는 이를 거절하였다.

## 제인 그레이
1553년 7월 6일 평소 병약하였던 에드워드 6세는 아마도 결핵으로 추정되는 폐 감염으로 사망하였다. 어린 나이의 에드워드 6세에게는 아무런 후사가 없었기 때문에 이미 왕위계승권이 복권되어 있던 메리가 정당한 왕위계승권자였으나 의회는 완고한 가톨릭 교도인 메리가 왕위에 오르는 것이 탐탁하지 않았다. 당시 섭정이었던 노섬벌랜드 공작 존 더들리는 종교를 이유로 메리의 왕위계승권만 박탈할 수는 없었기 때문에 메리와 앤 불린의 딸 엘리자베스 모두의 왕위계승권 박탈을 추진하였고 헨리 8세의 방계인 잉글랜드 왕녀 메리의 손녀이자 노섬벌랜드가의 며느리였던 제인 그레이의 왕위 계승을 선언하였다.
에드워드 6세의 임종이 임박하자 존 더들리는 미리 메리를 불러들여 연금시키고자 계획하였지만 급히 런던으로 향하던 메리는 이 음모를 사전에 경고 받고 이스트앵글리아로 발길을 돌렸다. 노섬벌랜드 백작은 가톨릭 교도들이 주축이 된 인클로저 반대 운동인 케트의 난을 무자비하게 진압하자 메리는 추밀원에 자신이 정당한 왕위계승자임을 선언할 것을 요구하는 편지를 발송하고 제인 그레이 축출을 위한 군대를 모집하였다. 내전을 두려워 한 의회는 명분 없는 방계의 즉위를 추진한 노섬벌랜드 백작을 축출하고 제인 그레이를 런던탑에 구금한 뒤 메리의 런던 입성을 기다렸다. 1553년 8월 3일 메리는 이복 동생인 엘리자베스와 함께 런던에 입성하여 열렬한 환영을 받았다.

## 재위 기간
대중의 환호를 받으며 왕위에 오른 메리 1세의 인기는 그리 오래가지 못하였다. 재위 첫 정책이 가톨릭 복귀 시도였기 때문이다. 메리 1세는 런던탑에 갖혀있던 노퍽 공작 토머스 하워드, 스티븐 가디너와 같은 가톨릭 귀족을 석방하였다. 왕위 찬탈로 규정되어 런던탑에 갖힌 제인 그레이에 대해서는 사실상 볼모인 상태에서 섭정의 결정에 따른 것일 뿐이라고 결론지었다. 이에 따라 제인 그레이의 아버지였던 서퍽 공작 헨리 그레이는 석방되었다. 추밀원의 대다수가 메리 1세 대신 제인 그레이에게 왕좌를 넘기는 것에 동의하였던 상황에서 메리 1세가 이들 모두에게 반역죄를 묻는 것은 사실상 어려울 수 밖에 없었다. 메리 1세는 이들의 죄를 엄히 추궁하는 대신 스티븐 가디너와 같은 가톨릭 귀족을 측근으로 등용하는 방법을 택했다. 평소 가까이 지내던 수전 화이트를 시녀장으로 임명하여 정치뿐만 아니라 왕실 내의 인물들도 가톨릭 신도들을 중용하였다. 1553년 10월 1일 메리 1세는 웨스트민스터 사원에서 대관식을 거행하였다.

### 결혼
즉위 당시 이미 37세였던 메리 1세는 결혼을 서둘렀다. 자신이 후사 없이 사망할 경우 엘리자베스가 후계를 이을 것이 분명한 상황에서 메리 1세가 염원하던 잉글랜드 교회를 가톨릭으로 복귀시키는 유일한 방법은 자신이 낳은 자손이 가톨릭 교도로 성장하여 왕위를 계승하는 것 뿐이었기 때문이다. 몇몇 신랑 후보들을 물색하던 메리 1세는 카를 5세의 아들 펠리페 2세와 결혼하기로 결정하였다. 1553년 티치아노 베첼리오가 그린 펠리페의 초상이 메리 1세에게 전달되었다.

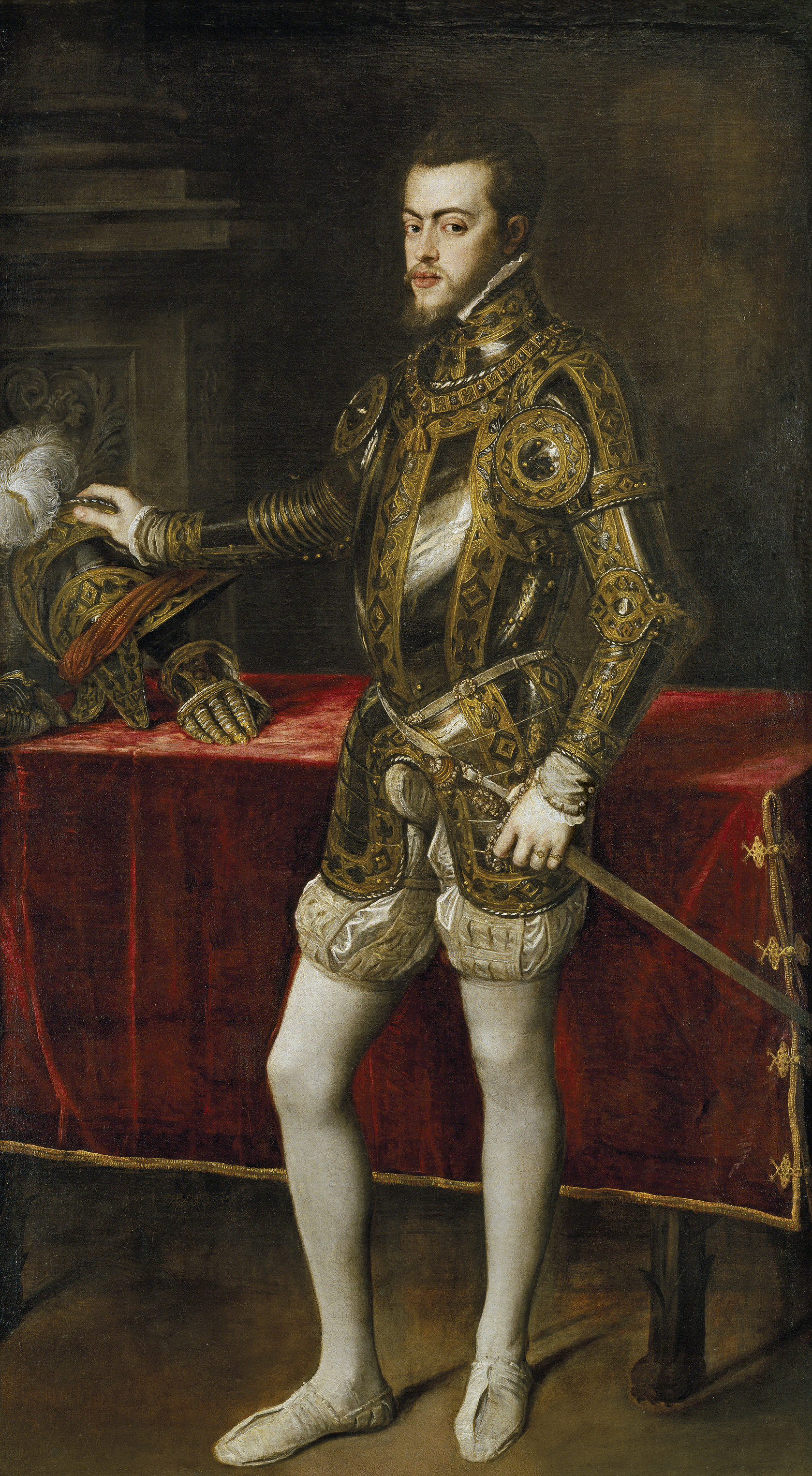
1553년 펠리페 2세의 초상. 티치아노의 작품.

메리 1세의 결혼은 대다수의 반대에 부딛혔다. 잉글랜드 하원은 이 결혼이 이루어질 경우 그렇지 않아도 유럽의 절반에 가까운 지역에서 군림하고 있던 합스부르크 군주국으로 잉글랜드가 편입될 수 있다고 우려하였다. 12세기 마틸다나 직전의 제인 그레이의 사례가 있기는 하였으나 둘 다 정식적으로 군주로 인정되지는 않은 경우여서, 메리 1세는 잉글랜드 사상 최초의 여왕으로 즉위하였다. 당시 잉글랜드의 관습법은 결혼한 여성의 권리를 남성에게 종속시키고 있었기 때문에 메리 1세가 결혼할 경우 통치권과 왕실 재산의 소유권이 누구에게 있는 가 하는 문제가 대두될 수 밖에 없었고, 잉글랜드는 전례 없던 이 문제를 해결하지 못할 경우 합스부르크의 지배를 받게 될 수 있었다. 메리 1세의 외가인 스페인의 경우 아라곤 왕국과 카스티야 왕국이 결혼을 통해 통합되어 카스티야의 이사벨 1세와 아라곤의 페란도 2세는 각자가 통치권을 갖는 공동군주였지만 잉글랜드의 경우 이와 같은 사례가 없었기 때문이다.
메리 1세와 합스부르크가의 결혼에 대한 반대는 개신교 측 뿐만 아니라 가디너와 같은 측근도 마찬가지였다. 이러한 반대는 결국 반란으로까지 번졌다. 켄트에서는 메리 1세의 폐위와 엘리자배스의 즉위를 주장하는 와이어트의 난이 일어났다. 엘리자베스는 이 일과 직접적인 연관이 없었지만 이름이 거론되었다는 것부터 메리 1세에게는 정치적 위협으로 다가왔다. 언제든지 반란이 거세질 경우 엘리자베스가 자신의 자리를 차지할 수 있기때문이었다. 메리 1세는 엘리자베스를 런던탑에 가두고 처리를 고심하다 우드스톡의 장원에 가택연금 하였다.
메리 1세는 측근과 반대파 모두의 반대를 무릅쓰고 펠리페 2세와 결혼하였다. 사상 초유의 여왕과 외국 국왕의 결혼에 따라 잉글랜드는 각종 의례와 문서의 작성, 권한을 발효에 대한 새로운 전거를 마련하여야 하였다. 펠리페 2세는 관습에 따라 "잉글랜드의 왕"으로 호칭되었지만 독자적인 군주권은 인정되지 않았다. 잉글랜드 내의 권한 행사에는 아내인 메리 1세의 동의가 필요하였고 외국인을 공직에 임명할 수도 없었다. 펠리페 2세는 이러한 조건이 불만스러웠지만 일단 메리 1세가 자신의 의견에 동조하게 하면 모든 것이 뜻대로 될 것이라 판단하고 결혼을 수락하였다. 펠리페 2세는 실제 이 결혼 생활을 자신이 재위하게 된 스페인의 이익을 위해 활용하였다. 펠리페 2세의 고문이었던 루이 고메즈 데 실바는 브뤼셀의 외교관에게 보낸 편지에서 이 결혼이 저지대 국가에 대한 합스부르크가의 이익을 위한 것임을 숨기지 않았다. 메리 1세의 입장에서도 이 결혼은 그럴만한 가치가 충분하였는데 자신이 고대하던 잉글랜드 교회의 가톨릭 복귀를 실현한 후계자를 낳을 수 있을 뿐만 아니라 스페인의 왕위계승권까지 물려줄 수 있는 기회가 되기 때문이었다. 카를 5세는 메리 1세의 이러한 바램에 화답하여 펠리페 2세에게 예루살렘 왕국과 나폴리 왕국의 왕위도 물려주어 힘을 실었다. 1554년 7월 25일 메리 1세는 펠리페 2세와 결혼하였다. 펠리페는 영어를 하지 못하였기 때문에 둘은 라틴어, 프랑스어, 스페인어 등으로 소통하였다.

### 상상임신
1554년 9월 메리 1세는 월경이 멈추고 입덧을 하며 체중이 늘었다. 메리 본인 스스로를 비롯한 주변 사람들과 의사 마저도 틀림없는 임신이라고 생각하였다. 당시 여성의 출산 직후 사망은 매우 흔한 일이었기 때문에 의회는 만일의 사태에 대비하여 메리 1세가 출산 이후 사망할 경우 펠리페 2세가 섭정이 되도록 하는 법안을 통과시켰다. 메리 1세는 후계자의 출산을 확신하게 되자 1555년 4월 그 때까지도 가택 연금을 지속하고 있던 엘리자베스를 궁정으로 불러들여 임신의 증인으로 삼았다. 한편 베네치아 대사인 조반니 미치엘리는 자신의 처남이었던 막시밀리안 2세에게 보낸 편지에서 펠리페 2세가 메리 1세 사망시 잉글랜드에서 자신의 지위를 유지하기 위해 엘리자베스와 결혼하겠다는 계획을 세운듯 보인다고 보고하면서도 메리 1세가 실제 임신한 것인 지에 대해서는 의문을 표했다.
4월 말 메리 1세가 아들을 낳았다는 소문으로 런던 교구는 감사례를 올렸고 이 소식이 전 유럽에 퍼져나갔지만 5월이 지나 6월이 되도록 출산이 늦어지자 메리 1세의 임신은 사실 상상임신이라는 소문이 뒤를 이었고 지근 거리에서 메리 1세를 돌보던 시녀장 수전 화이트는 프랑스 대사에게 자신도 메리 1세가 상상임신을 한 것으로 보인다고 이야기하였다. 결국 1555년 7월 메리 1세의 부풀렀던 배가 줄어들면서 상상임신이었음이 명확해졌다. 후계자를 낳고 싶다는 강렬한 욕망이 이러한 상상임신으로 이어졌겠지만 메리 1세는 자신의 왕국에 있는 이단자들 때문에 일어난 "신의 형벌"이라고 여겼다. 펠리페 2세는 메리 1세의 임신이 거짓임이 분명해진 8월 프랑스와 맞서기 위해 플란데런으로 떠났다. 이 일로 메리 1세는 깊은 우울감에 빠져 괴로워 했는데, 베네치아 대사 미치엘리는 떠나는 펠리페 2세에 대한 사랑이 깊기 때문으로 보았다.
메리 1세의 임신은 이렇게 한 바탕 소동으로 마무리 되었지만 메리 1세는 엘리자베스와 화해하고 궁정에 계속남겨 두었다. 이제 40을 바라보는 메리 1세의 나이를 생각할 때 더 이상 임신의 가능성은 매우 적었기 때문에 펠리페 2세는 메리 1세의 사후 잉글랜드에서 자신의 지위를 유지할 방도를 생각하지 않을 수 없었다. 가톨릭에 우호적이면서 잉글랜드 왕위계승을 주장할 수 있는 위치에는 스코틀랜드의 메리 1세도 있었지만 그 보다 우선 순위에 있는 엘리자베스를 어떻게든 합스부르크가의 영향력 아래에 두고자 하였다. 펠리페 2세는 메리 1세에게 엘리자베스를 가톨릭으로 개종시키고 사보이 공작 에마누엘레와 혼인시키자고 설득하였지만 엘리자베스 본인이 완강히 거부하였고 의회의 반대는 더욱 거세었기 때문에 실현시킬 수 없었다.

### 종교정책

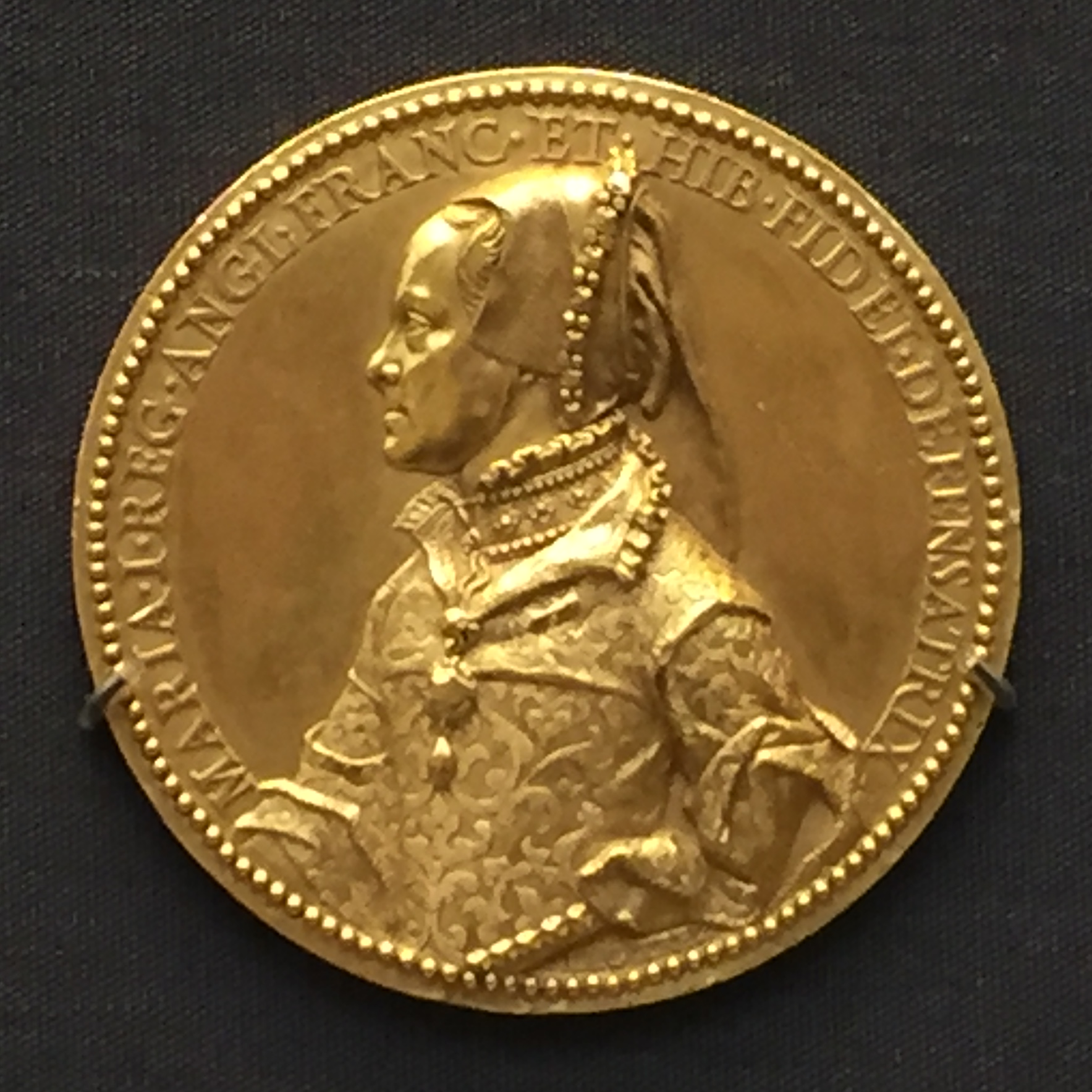
1555년 주조된 메달. "메리, 잉글랜드, 프랑스, 아일랜드의 여왕, 신앙의 수호자"라는 문구를 새겼다.

애초에 메리 1세는 즉위 직후 신료들에게 자신의 신앙을 강요하지 않겠다고 선언하였지만, 1553년 9월 개신교 신학자들을 대거 런던탑에 투옥시켰다. 이 때 투옥된 신학자들로는 존 브레드포드, 휴 레티머, 존 후퍼와 같은 잉글랜드 국교회의 인물들뿐만 아니라 루터교회의 존 로저스와 같은 이도 포함되었다.
종교개혁은 수 많은 서로 다른 신앙의 생성으로 이어졌지만 메리 1세가 보기에 이들은 모두 가톨릭에서 멀어진 이단일 뿐이었다. 1553년 10월 소집된 메리 1세 치세의 첫 의회에서 메리 1세는 자신의 부모인 헨리 8세와 아라곤 왕녀 카탈리나의 결혼이 무효라고 선언하였던 에드워드 종교법을 폐지하였다. 잉글랜드 교회 신조는 가톨릭과 분리 이후 많은 변화가 있었으며 특히 가톨릭 교회법이 정한 성직자의 독신 의무를 폐지하였다. 메리 1세는 이를 1539년의 6개조로 복귀시키면서 성직자의 독신 의무를 다시 부과하고 당시 결혼한 성직자들의 지위를 박탈하였다.
메리 1세의 궁극적 목적은 잉글랜드 교회의 가톨릭 복귀였지만 실제로는 이미 교회의 재산들이 새로운 소유자들에게 넘어가 복잡하게 얽혀있었기 때문에 이전 상태 그대로의 복귀는 불가능하였다. 메리 1세는 부군인 펠리페 2세 및 교황 율리오 3세와 수 개월에 걸쳐 이 문제를 논의하고 소유가 이전된 수도원의 토지와 같은 교회 재산에 대한 소유권은 새 소유주에게 있음을 확인하면서 잉글랜드 교회를 다시 로마 가톨릭 관할로 복귀시키기로 하였다. 1554년 말 교황이 이 조건을 수락하자 잉글랜드에서는 옛 이단처벌법이 부활하였다.
이단처벌법은 중대한 이단자에 대해 사형을 언도할 수 있었기 때문에 목숨에 위협을 느낀 약 800명의 부유한 개신교도는 망명을 선택하였다. 이들 중에는 존 폭스와 같은 인물이 있었다. 되살린 이단처벌법의 표적은 공개적으로 개신교 신앙을 공표하는 사람들이었다. 1555년 2월 5일 첫 처형이 이루어졌고 런던탑에 갖혔던 개신교 신학자들이 줄줄이 화형대에 올랐다. 캔터베리 대주교 토마스 크랜머는 투옥된 상태에서 잉글랜드 교회의 주교들이 화형당하는 모습을 지켜보아야 했고 결국 가톨릭으로 개종하여 목숨을 건지고자 하였다. 그러나 메리 1세는 이를 인정하지 않고 그를 화형대에 세웠고 크랜머는 처형 직전에 이르러 자신의 개종을 철회하였다. 당시 개신교 탄압으로 처형된 사람들은 283명에 달했고 대부분 화형당했다.
수백년의 시간을 역행하는 화형 집행은 가톨릭의 입장에서도 잔혹한 처사로 비춰졌다. 펠리페 2세의 수행원으로 따라온 프란치스코회 수사 알폰소 데 카스트로는 화형 집행을 반대하였고 다른 수행원 시몬 레나르는 "잔인한 처벌은 반란을 부른다"고 우려하였다. 그러나 메리 1세는 자신의 재위 기간 동안 잔혹한 종교정책을 유지하였다. 대중들의 눈에 이는 펠리페 2세가 메리 1세를 부추긴 결과로 비춰졌고 잉글랜드의 스페인에 대한 감정은 크게 악화되었다. 개신교는 메리 1세에 의해 처형당한 이들을 순교자로 여겼다.

### 외교정책

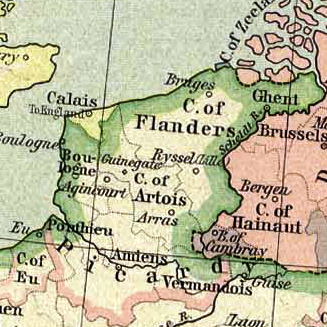
칼레가 잉글랜드의 영토로 표시된 1477년의 지도

헨리 8세 이후 잉글랜드는 아일랜드를 식민화하고 있었고 이러한 활동은 메리 1세 치세에서도 계속되었다. 잉글랜드는 오늘날 레이시주를 퀸즈 카운티로 오펄리주를 킹즈 카운티로 명명하고 잉글랜드인들을 이주시켰다. 1556년 1월 카를 5세가 사망하자 펠리페 2세는 저지대 국가와 스페인의 왕위를 계승하였다. 1556년 2월 펠리페 2세는 프랑스와 휴전하였지만 저지대의 주도권을 둘러싼 정세는 여전히 불안정하였다. 1557년 3월 펠리페 2세는 잉글랜드로 돌아와 메리 1세에게 프랑스에 대항하는 전쟁을 선포하도록 설득하였다. 메리 1세는 펠리페 2세의 설득에 동의하였지만 의회는 에드워드 6세부터 쌓여있던 재정 적자 문제를 이유로 격렬히 반대하였다. 의회의 반대로 전쟁이 미루어지던 사이 1557년 6월 와이어트란 이후 프랑스로 망명하였던 토머스 스타포드가 군대를 모아 스카버러성을 점령하고 메리 1세의 퇴위를 요구하자 전쟁은 불가피한 일이 되었다. 잉글랜드와 프랑스의 전쟁에서 교황 바오로 4세가 프랑스의 편에 서자 잉글랜드와 교황청의 관계는 냉각될 수 밖에 없었다. 둘 사이의 전쟁은 어느 쪽도 결정적 승리를 거두지 못한 채 지지부진하다가 생캉탱 전투에서 합스부르크가의 군대에게 프랑스가 대패하면서 마무리되었다. 그러나 이 전쟁의 와중에 프랑스는 칼레를 점령하였고 잉글랜드는 백년전쟁 이후 마지막까지 남아있던 프랑스 본토내의 영토를 상실하게 되었다. 이 손실은 메리 1세의 명성에 막대한 타격을 주게 되었다. 메리 1세 역시 이 손실을 뼈아프게 여겼는데 홀린셰드 연대기는 메리 1세가 "내가 죽어 심장이 열리면 그 안에 칼레가 누워있음을 알게 될 것"이라 하였다고 기록하고 있다.

### 경제

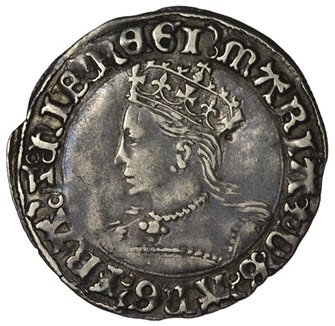
메리 1세의 모습이 새겨진 잉글랜드 실링

메리 1세 치세의 잉글랜드는 악천우로 작황이 좋지 않았다. 비가 자주 내려 습했고 홍수가 빈번하여 기근이 발생하였다. 여기에 잉글랜드의 무역 주수입원이었던 안트베르펜의 직물 무역 마저 감소하여 국가의 재정 상태는 악화되었다. 당시 메리 1세의 부군이었던 펠리페 2세의 스페인은 아메리카 식민지를 통한 막대한 부를 거머쥐고 있었지만, 제로섬을 당연히 여기는 중상주의를 펼쳤던 펠리페 2세는 전쟁 참여에서 부터 각종 외교적 지원에 이르기까지 메리 1세와 잉글랜드로부터 받기만 할 뿐 주지는 않았다. 이전 부터 잉글랜드 사략선은 대서양 무역로에서 스페인 함대를 공격하여 약탈하곤 하였으나 메리 1세는 자신의 남편에 대한 약탈을 결코 용서하지 않았기 때문에 스페인의 막대한 부는 잉글랜드에게 질투의 대상일 뿐이었다.
메리 1세는 아메리카 대신 아프리카 쪽으로 눈을 돌리는 한편 머스코비 회사에 전매권을 부여하고 러시아와 무역을 독점하도록하였다. 이러한 정책에 맞추어 존 록과 윌리엄 타워슨 같은 모험가들이 아프리카 해안을 따라 남쪽으로 향했다. 잉글랜드는 이미 오랫 동안 의회의 동의 없이 새로운 세금을 만들 수 없도록 관례화 되어 있었기 때문에 각각의 조건에 따라 세금이 부과되는 항목들이 잡다하게 나열되어 있었다. 이는 무역으로 인한 관세 수입과 전매권에 대한 세금 역시 마찬가지 였기 때문에 메리 1세는 왕실이 수조권을 갖는 무역세에 대한 일괄된 목록을 작성하였다. 1558년 포고된 이 세율표는 엘리자베스 1세 즉위 이후로도 1604년까지 유지되었다.

## 사망
1557년 펠리페 2세가 프랑스와의 전쟁을 설득하기 위해 메리 1세를 찾은 이후 메리 1세는 다시 한 번 자신이 임신하였다고 믿었고 자신이 출산 후 사망할 경우 펠리페 2세가 섭정이 되도록 유언장을 작성하였다. 그러나 이 번에도 실제로 임신이 이루어지지는 않았고 메리 1세는 자신의 후계자가 평생의 경쟁자이자 개신교도인 이복 동생 엘리자베스가 될 수 밖에 없음을 직감하였다.
1558년 5월부터 메리 1세의 병세가 뚜렷해졌다. 오늘날 의학적 관점에서 볼 때 메리 1세의 병환은 난소 낭종이나 자궁암으로 추정된다. 메리 1세의 상상임신 역시 이러한 병세가 연관되었을 수 있다. 메리 1세는 1558년 11월 17일 42세의 나이로 세인트제임스궁에서 사망했다. 끝까지 후계자를 공식적으로 지명하지 않던 메리 1세는 죽음이 임박해서야 엘리자베스를 후계자로 지명하였다. 메리 1세의 임종 당시 브뤼셀에 있던 펠리페 2세는 여동생 후아나에게 보낸 편지에서 자신의 행동에 대한 후회를 느낀다고 썼다. 펠리페 2세는 평소 브뤼셀에 기거하면서 자신이 필요할 때만 메리 1세를 찾았기 때문이다.
메리 1세의 사망 이후 왕위는 엘리자베스 1세에게 계승되었다. 펠리페 2세는 잉글랜드에 대한 영향력을 유지하기 위해 엘리자베스에게 청혼하였지만 엘리자베스 1세는 단호하게 거절하였다. 메리 1세는 유언장에 자신을 어머니 옆에 묻어달라 하였지만, 사후 웨스트민스터 사원에 안장되어 결국 죽어서도 이복 동생 엘리자베스와 나란히 누워있게 되었다.

## 사후
메리 1세는 즉위 부터 재위까지 언제나 경쟁자를 상대해야만 하는 국왕이었지만 자신의 왕위를 굳건히 지킨 잉글랜드 최초의 여왕이다. 헨리 8세의 수장령 이후 억압받던 가톨릭 신도들은 메리 1세의 치세를 환영하였으나 개신교도들은 메리 여왕을 냉혹한 군주로 기억하였다. 메리 1세의 사후 잉글랜드는 국교회가 확고히 성립되었기 때문에 국교회를 탄압한 메리 1세는 광기어린 폭군으로 묘사되었는데, 17세기에 이르러서는 종교적 박해에 대한 기억이 "블러디 메리"라는 별명을 창조해내었다. 스코틀랜드 장로교 신학자인 존 녹스는 메리 1세의 사망 직후 발간한 《부자연스러운 여군주에 대항하는 첫 나팔 소리》(1558)에서 메리 1세를 공격하였고, 1563년 존 폭스가 발간한 《폭스의 순교사》는 오랜 세월 동안 메리 1세 치세의 부당한 박해를 상징하는 책이 되었다. 이 책에서 폭스는 메리 1세를 피에 굶주린 폭군으로 묘사하였다. 영국의 사학자 루시 우딩은 이러한 묘사들 속에 여성혐오가 드리워져 있음을 지적하면서, 한 편에서는 메리 1세를 "맹렬한 복수심에 불타오른" 비이성적 폭군으로 묘사하고 다른 쪽에서는 남편에게 모든 것을 양보하는 "뼈가 없는 듯 무르디 무른" 사람으로 서술하며 필요에 따라 재단하였다고 비판하였다.
20세기에 이르기까지 메리 1세는 오랫동안 폭군으로 그려져 왔으나 오늘날 이러한 평가는 유보적 태도로 변화하였다. 급작스런 종교적 변화를 맞은 시기 일어난 갈등에 대해 가톨릭과 개신교 양측의 입장을 종합하여 시대를 조망할 필요가 있다는 것이 21세기의 주된 견해이다. 메리 1세의 가톨릭 신앙 고수는 매몰차게 버림받은 어머니에 대한 연민과 아버지에 대한 분노가 일조하였을 것이다. 한편 외교와 경제 정책에서 메리 1세는 칼레를 잃은 군주로 기억되지만 후계자인 엘리자베스 1세의 치적으로 평가 받는 재정 개혁과 해외 식민지 정책 등은 사실 메리 1세의 치세부터 시작된 일들이다.

## 참고 문헌
- “Calendar of State Papers, Spain”.
- Duffy, Eamon (2009). 《Fires of Faith: Catholic England Under Mary Tudor》. New Haven, CT: Yale University Press. ISBN 978-0-300-15216-6. OCLC 276274639. OL 22685559M.
- Haigh, Christopher (1992). 《English Reformations: religion, politics and society under the Tudors》. Oxford: Clarendon Press. ISBN 0-198-22163-0. OCLC 26720329. OL 1718720M.
- Hoyle, R. W. (2001). 《The Pilgrimage of Grace and the Politics of the 1530s》. Oxford University Press. ISBN 0-19-925906-2. OL 22264908M.
- Loades, David M. (1989). 《Mary Tudor: A Life》. Oxford: Basil Blackwell. ISBN 0-631-15453-1. LCCN 89007163. OL 2188907M.
- Paget, Gerald (1977). 《The Lineage & Ancestry of HRH Prince Charles, Prince of Wales》. Edinburgh & London: Charles Skilton. ISBN 0-284-98590-2. OCLC 79311835. OL 17872227M.
- Porter, Linda (2007). 《Mary Tudor: The First Queen》. London: Little, Brown. ISBN 978-0-7499-0982-6. OCLC 230990057. OL 26863607M.
- 〈Chapter Five: Table of regnal year of English Sovereigns〉. 《Sweet & Maxwell's Guide to Law Reports and Statutes》 4판. London: Sweet & Maxwell's Guide. 1962.
- Tittler, Robert (1991). 《The Reign of Mary I》 2판. London & New York: Longman. ISBN 0-582-06107-5. LCCN 90043171. OL 1882426M.
- Waller, Maureen (2006). 《Sovereign Ladies: The Six Reigning Queens of England》. New York: St. Martin's Press. ISBN 0-312-33801-5. OL 9516816M.
- Weikel, Ann (2004; online edition 2008). "Mary I (1516–1558)" in Oxford Dictionary of National Biography (subscription 또는 UK 공공도서관 회원 필수). Oxford University Press. doi:10.1093/ref:odnb/18245.
- Weir, Alison (1996). 《Britain's Royal Families: The Complete Genealogy》. London: Pimlico. ISBN 0-7126-7448-9. OL 7794712M.
- Whitelock, Anna (2009). 《Mary Tudor: England's First Queen》. London: Bloomsbury. ISBN 978-0-7475-9018-7. LCCN 2009437824. OL 23681864M.
- Doran, Susan and Thomas Freeman, eds. (2011). Mary Tudor: Old and New Perspectives. Palgrave MacMillan.
- Edwards, John. (2011). Mary I: England's Catholic Queen. New Haven and London: Yale University Press. ISBN 0-300-11810-4.
- Erickson, Carolly (1978). Bloody Mary: The Life of Mary Tudor. Garden City, NY: Doubleday. ISBN 0-385-11663-2.
- Loades, David M. (1979, 2d ed. 1991). The Reign of Mary Tudor: Politics, Government and Religion in England, 1553–58. London and New York: Longman. ISBN 0-582-05759-0.
—— (2006). Mary Tudor: The Tragical History of the First Queen of England. Kew, Richmond, UK: National Archives.
—— (2011). Mary Tudor. Stroud, Gloucestershire, UK: Amberley Publishing.
- Madden, Frederick, Privy Purse Expenses of the Princess Mary, 1536–1544 (London, 1831).
- Prescott, H. F. M. (1952). Mary Tudor: The Spanish Tudor. Second edition. London: Eyre & Spottiswoode.
- Ridley, Jasper (2001). Bloody Mary's Martyrs: The Story of England's Terror. New York: Carroll & Graf. ISBN 0-7867-0854-9.
- Samson, Alexander (2020). Mary and Philip: The Marriage of Tudor England and Habsburg Spain. Manchester UK: Manchester University Press. ISBN 978-1-5261-4223-8.
- Waldman, Milton (1972). The Lady Mary: A Biography of Mary Tudor, 1516–1558. London: Collins. ISBN 0-00-211486-0.
- Wernham, R. B. (1966). Before the Armada: The Growth of English Foreign Policy, 1485–1588. London: Jonathan Cape.